# Metrafenon
Metrafenon (ISO-naam) is een fungicide. Het is een afgeleide van benzofenon. Het behoort tot een groep benzofenonderivaten die werd gepatenteerd door American Cyanamid. In 2000 nam BASF de landbouwchemicaliënafdeling van American Cyanamid over. BASF verkoopt metrafenon in de producten Attenzo en Flexity.

## Toepassingen
Metrafenon wordt ingezet tegen echte meeldauw en oogvlekkenziekte op graangewassen (tarwe, rogge, triticale, spelt) en druivenstokken. Het werkt zowel preventief (het voorkomt kieming en blokkeert ontwikkeling van de organismen) als curatief (het doet bestaande schimmels afsterven). Het vermindert ook sterk de sporenvorming (sporulatie).

## Regelgeving
Metrafenon is in de Europese Unie toegelaten als werkzame stof in gewasbeschermingsmiddelen. De toelating loopt tot 31 januari 2017.

## Toxicologie en veiligheid
Metrafenon is niet goed biologisch afbreekbaar en is persistent in bodem en water. Typische halveringstijd in de bodem is 250 dagen; in water is het (zonder invloed van licht) stabiel voor hydrolyse.
De stof heeft een lage acute toxiciteit. Bij proeven op muizen is de stof in zekere mate carcinogeen gebleken voor de lever; maar dit is bij zeer hoge doses die niet relevant zijn voor mensen.